# Sergio González
Pour les articles homonymes, voir González.
Sergio González Soriano dit Sergio, né le 10 novembre 1976 à L'Hospitalet de Llobregat (Catalogne, Espagne), est un footballeur espagnol reconverti en entraîneur.

## Carrière
Le 12 avril 2018, à la suite du limogeage de Luis César Sampedro, il signe avec le Real Valladolid qui milite en D2. Le 16 juin 2018, le club obtient la promotion en D1.

## Palmarès

### en club
- Espanyol de Barcelone
  - Vainqueur de la Coupe d'Espagne : 2000
- Deportivo La Corogne
  - Vainqueur de la Coupe d'Espagne : 2002
  - Vainqueur de la Supercoupe d'Espagne : 2002
  - Vainqueur de la Coupe Intertoto : 2008